# Gefahr im Verzug
Gefahr im Verzug (GiV) ist ein Begriff aus dem Verfahrensrecht. Er steht für eine Sachlage, bei der ein Schaden eintreten würde oder ein Beweismittel verloren ginge, wenn nicht an Stelle der zuständigen Behörde oder Person eine andere Behörde oder Person unmittelbar tätig wird.
Es findet sich auch die Formulierung Gefahr in Verzug. Sprachlich ist der Begriff aber in Form von „Gefahr [liegt] im Verzug“ zu konkretisieren, wogegen „Gefahr in Verzug“ eine fehlerhafte Anwendung des Begriffs ist, da „Verzug“ die Ursache der Gefahr darstellt und nicht deren Zustand. Im Rechtslatein steht periculum in mora für „Gefahr bei Verzögerung“ bzw. „die Gefahr liegt in der Verzögerung“.

## Grundlagen

### Historisch
Der ursprünglich lateinische Ausdruck periculum in mora („Gefahr bei Verzögerung“) wird auf den römischen Geschichtsschreiber Titus Livius zurückgeführt. In seinem Werk Ab urbe condita schrieb er zum Verhalten in einer Schlacht: „Postremo, cum iam plus in mora periculi quam in ordinibus conservandis praesidii esset, omnes passim in fugam effusi sunt“ („Zuletzt, als schon mehr Gefahr darin lag, noch länger zu warten, als Sicherheit darin, wenn sie in Schlachtordnung blieben, stoben sie alle nach allen Seiten in wilder Flucht davon“).
Mit der Formel Periculum in mora – dépêchez-vous! („Gefahr bei Zögern! Beeilen Sie sich!“) alarmierte am 18. September 1862 Albrecht von Roon in einem berühmt gewordenen Telegramm den preußischen Botschafter in Frankreich, Otto von Bismarck, schleunigst aus Paris nach Berlin zurückzukehren. Dieser folgte sofort und wurde preußischer Ministerpräsident – der Beginn seiner Karriere als Staatslenker.

### Gefahrenbegriffe
- Gefahr: Eine konkrete Gefahr liegt vor, wenn durch die Sachlage des einzelnen Falles eine hinreichende Wahrscheinlichkeit besteht, dass in absehbarer Zeit ein Schaden für die öffentliche Sicherheit oder Ordnung eintreten wird.
- Gegenwärtige Gefahr: Eine Gefahr, bei der das schädigende Ereignis bereits begonnen hat oder unmittelbar bzw. in allernächster Zeit mit einer an Sicherheit grenzenden Wahrscheinlichkeit bevorsteht.
- Erhebliche Gefahr: Eine Gefahr, die eines oder mehrere bedeutsame Rechtsgüter, wie Leben, Gesundheit, Freiheit, wesentliche Vermögenswerte oder den Bestand des Staates bedroht.
- Gefahr für Leib oder Leben: Eine Gefahr, bei der eine mehr als leichte Körperverletzung, oder sogar der Tod einzutreten droht.
- Gefahr im Verzuge: Eine Sachlage, bei der ein Schaden eintreten würde, wenn nicht an Stelle der zuständigen Behörde, handlungs- oder vertretungsberechtigten Person oder Personenmehrheit (z. B. beide Eltern) eine andere Behörde, Person oder Einzelperson tätig wird. Beispiel: Notvertretung des Kindes durch einen Elternteil (§ 1629 Abs. 1 Satz 4 BGB) allein bei grundsätzlich gemeinsamer Sorgeberechtigung.

### Beispiel der Verwendung
Ein typischer Fall von „Gefahr im Verzug“ liegt vor, wenn Polizeibeamte aus Dringlichkeit ohne richterliche Anordnung eine Wohnung zur Strafverfolgung betreten.
Die Polizei erfüllt mehrere Aufgaben: Neben der (präventiven) Gefahrenabwehr hilft sie der leitenden Staatsanwaltschaft auch bei der (repressiven) Strafverfolgung. Das Betreten und Durchsuchen einer Wohnung kann sowohl zur Gefahrenabwehr als auch zur Strafverfolgung geschehen (sog. doppelfunktionale Maßnahme). Eine Wohnungsdurchsuchung zur Strafverfolgung darf in Deutschland grundsätzlich nur ein Richter anordnen (§ 105 Abs. 1 StPO; Art. 13 Abs. 2 GG). Nehmen Polizeibeamte jedoch etwa an, dass ein Beschuldigter in seiner Wohnung ihn belastende Beweismittel aufbewahrt (§ 102 StPO) und dass er diese vernichten würde, bis die Polizeibeamten einen richterlichen Durchsuchungsbeschluss bekommen können, müssen sie dringend handeln. Wegen der Dringlichkeit der Durchsuchung für den Erfolg der Ermittlung darf dann ausnahmsweise die Staatsanwaltschaft oder – nachrangig – die Polizei anstelle eines Richters die Durchsuchung anordnen (§ 105 Abs. 1 Halbsatz 2 StPO). Weil durch die Dringlichkeit die Kompetenz zur Durchsuchungsanordnung von einer öffentlichen Stelle (dem Richter) auf eine andere (die Staatsanwaltschaft oder Polizei) wechselt, ist ein Fall von „Gefahr im Verzug“ gegeben.
Ob tatsächlich Gefahr im Verzug vorlag, unterliegt der vollen gerichtlichen Überprüfung.
Entscheidend ist, ob die Polizeibeamten davon ausgehen durften, dass zum einen Beweismittel in der Wohnung zu finden waren und dass diese zum anderen ohne eine unmittelbare Durchsuchung gefährdet waren. An die Annahme einer Gefahr im Verzug bei Wohnungsdurchsuchungen stellen die Gerichte zudem besonders hohe Anforderungen: in der Regel müssen die Polizeibeamten vor einem eigenen Vorgehen zumindest versucht haben, eine Durchsuchungsanordnung durch die Staatsanwaltschaft oder einen Richter zu erlangen. Dies ist meistens zumindest telefonisch möglich, da viele Gerichte und Staatsanwaltschaften durchgehend erreichbare Notdienste eingerichtet haben.
Wurde eine Gefahr im Verzug hingegen missbräuchlich oder willkürlich von den Polizeibeamten angenommen, kommt nach einer Abwägung im Einzelfall ein Beweisverwertungsverbot in Betracht. Die bei der rechtswidrigen Durchsuchung aufgefundenen Beweise dürfen dann nicht mehr im Strafprozess verwendet werden.
Auch bei rein präventiv-polizeilichen Maßnahmen sehen die Polizeigesetze der Länder etwa für das Betreten von Wohnungen einen Richtervorbehalt vor. Wenn z. B. ein Polizeibeamter aus einer Wohnung einen Gasgeruch wahrnimmt und deshalb die Wohnung betritt, so ist er hierfür zuständig und handelt aufgrund des Vorliegens einer „gegenwärtigen Gefahr“ (vgl. bspw. § 41 Abs. 1 Nr. 4 PolG NRW). Das zusätzliche Vorliegen von „Gefahr im Verzug“ hilft aufgrund der besonderen Eilbedürftigkeit hier über die richterliche Genehmigung hinweg (vgl. bspw. § 42 Abs. 1 PolG NRW).

## Deutschland
In der deutschen Systematik der verfahrensrechtlichen Zuständigkeit stellt sie einen Unterfall der Eilzuständigkeit dar. Sie liegt vor, wenn ein Zuwarten auf die Entscheidung der zuständigen Behörde oder des zuständigen Gerichts in Anbetracht der Dringlichkeit einer Sachlage nicht oder nicht rechtzeitig möglich ist. GiV beinhaltet also eine Prognoseentscheidung in Fällen der Dringlichkeit.
Im Grundgesetz ist der Begriff der GiV im Rahmen der Unverletzlichkeit der Wohnung (Art. 13 Abs. 2 GG) im Zusammenhang mit der Anordnung der Durchsuchung von Wohnungen genannt.
In einem ihrer Hauptanwendungsgebiete, dem Strafverfahrensrecht, ist GiV ein Instrument, um zeitnah Ermittlungen anzustellen und Maßnahmen zu treffen (z. B. Festnahmen vorzunehmen). Regelungen, welche ein Eingreifen bei GiV ermöglichen, finden sich aber auch in anderen Rechtsbereichen, wie dem Polizeirecht oder dem Abgabenrecht.

### GiV im Bereich des Bürgerlichen Rechts
Zur Sicherung des Kindswohls ist im Falle der GiV eine Vertretungsbefugnis für jeden (einzelnen) Elternteil vorgesehen (§ 1629 Abs. 1 Satz 4 BGB; sogenannte „Notvertretung“) – bei Notwendigkeit bedingt auch für den nicht sorgeberechtigten Elternteil (§ 1687 Abs. 1 Satz 5 BGB in Verbindung mit § 1687a BGB). Der andere Elternteil ist in jedem Falle unverzüglich zu benachrichtigen.

### GiV im Bereich des Strafprozessrechts
Im Falle der GiV können bestimmte Maßnahmen ohne den grundsätzlich vorgeschriebenen Richtervorbehalt durch die Staatsanwaltschaft oder ihre Ermittlungspersonen angeordnet werden. Teilweise wird auch für die Durchführung einer Maßnahme die Eigenschaft als Ermittlungsperson gefordert.
GiV ist gegeben, wenn die Einholung eines vorherigen richterlichen Beschlusses den Ermittlungserfolg ganz oder teilweise vereiteln oder gefährden würde. Dabei steht der Zeitpunkt der Einholung aber nicht im Belieben der Behörden; sie dürfen nicht so lange zuwarten, bis die Gefahr des Beweismittelverlustes tatsächlich eingetreten ist. Somit sind im Ausnahmefall z. B. Anordnungen zur Wohnungsdurchsuchung durch den o. g. Personenkreis auch ohne richterlichen Beschluss möglich.
Regelungen zur GiV sind in der Strafprozessordnung (StPO) normiert.
GiV ist u. a. relevant bei
- körperlichen Untersuchungen bei Beschuldigten (§§ 81a ff. StPO)
- einer körperlichen Untersuchung bei Zeugen (§ 81c StPO)
- Beschlagnahmen als Unterfall der Sicherstellung (§ 94, §§ 98 ff. StPO)
- Durchsuchungen (§§ 102 ff. StPO)

Beispiel: Eine Person A gibt zu, mit Rauschgift zu handeln. Eine befreundete Person B (welche einen Wohnungsschlüssel für die Wohnung hat) bekommt dies mit, kann aber nicht festgehalten werden. Daher besteht die Gefahr, dass die befreundete Person lange vor der Einholung eines Durchsuchungsbeschlusses Beweismittel aus der Wohnung von Person A entfernt. Hier liegt also eine Gefahr im Verzug vor.
Seit einem Urteil des Zweiten Senats des Bundesverfassungsgerichts vom 20. Februar 2001 wird der Begriff der GiV im Bereich der Wohnungsdurchsuchung sehr eng ausgelegt und muss einer jeweiligen Einzelfallprüfung standhalten. Die richterliche Anordnung einer Durchsuchung soll demnach die Regel, die nichtrichterliche die Ausnahme sein. GiV muss mit Tatsachen begründet werden, die auf den Einzelfall bezogen sind. Reine Spekulationen, hypothetische Erwägungen oder lediglich auf kriminalistische Alltagserfahrung gestützte, fallunabhängige Vermutungen reichen für die Prognose der GiV nicht aus.
Gerichte und Strafverfolgungsbehörden haben nach dieser Entscheidung im Rahmen des Möglichen tatsächliche und rechtliche Vorkehrungen zu treffen, damit die in der Verfassung vorgesehene Regelzuständigkeit des Richters auch in der Masse der Alltagsfälle gewahrt bleibt (Vermeidung der Aushöhlung).